# Postura de combate

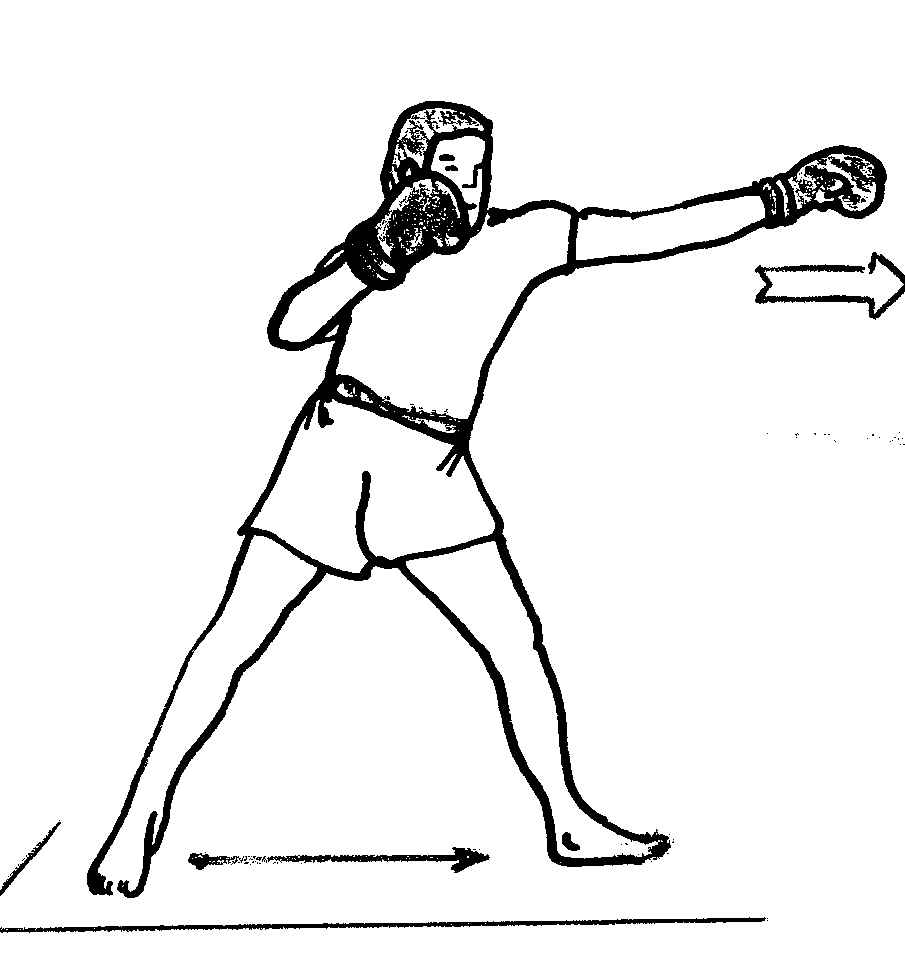
Tipo de atitude (lateral e inclinada) durante um jab, aqui em lethwei

Postura, nos desportos de combate, é a maneira de pôr-se, de ter-se, de orientar-se, de estar protegido ou em "guarda", no combate. Fala-se mais actualmente de guarda, de atitude ou de posição de combate.

## Exemplo de postura, a guarda em boxe
No boxe, no idioma inglês, fala-se mais de "posição" que de "guarda". A guarda para estes primeiros .é o alto do corpo e igualmente os apoios sobre o solo, assim eles usam o termo upright stance para uma posição vertical de busto e full crouch para uma atitude contraída.
Na França, usa-se o termo "atitude de combate" quando se indica a totalidade do corpo. Em consequência quando se fala de "guarda" na escola francesa, se pensa com freqüência da posição dos braços em particular para se proteger. Mas bem mais, esta indica uma organização de corpo que permite ao combatente de se preparar para se defender e por outra parte passar à ofensiva, em uma configuração que oferece o máximo de segurança e de eficácia.
Diferentes posições permitem enfrentar um adversário ante de e durante o combate e são chamadas "guarda". Como seu nome indica, "estar sobre sua guarda" significa se pôr em alerta permanente e adotar uma posição favorável para reagir. Numerosas atitudes de guarda existem: guarda de três quartos de cara, de perfil, mista, alta, baixa, adiantada, entre outras. A defesa é muito importante "de ser guardado" (hermético), mas há que igualmente adotar uma atitude que permite atuar e de reagir rapidamente e com eficácia (e em consequência adotar uma postura eficaz). Ao contrário, se um boxeador não adota uma atitude definida ou tem o braço "baixo" é chamado "não guardado". De resto, alguns boxeadores fazem esta preferência na perspectiva de construir seu jogo sobre a base de contra-informacões (fraudes).

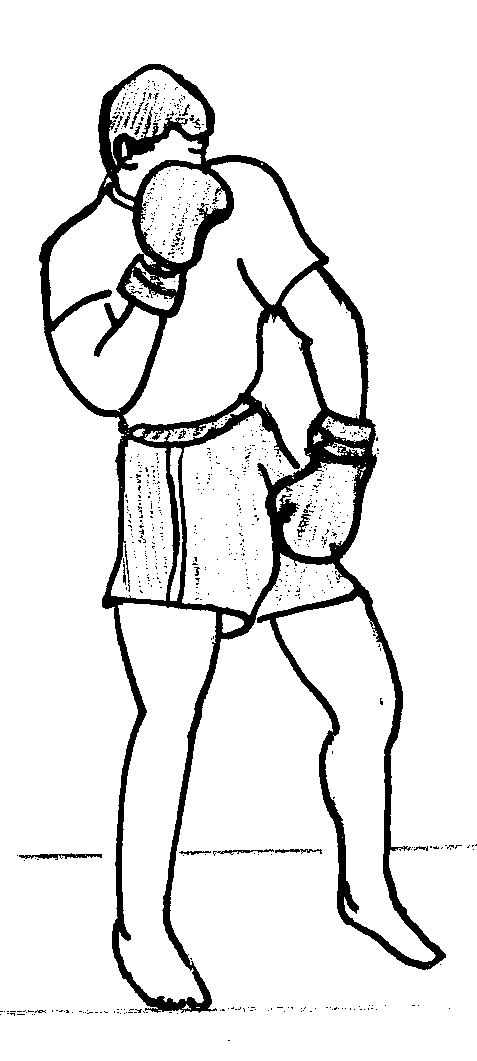
Guarda de perfil mista (braço adiantado baixo)
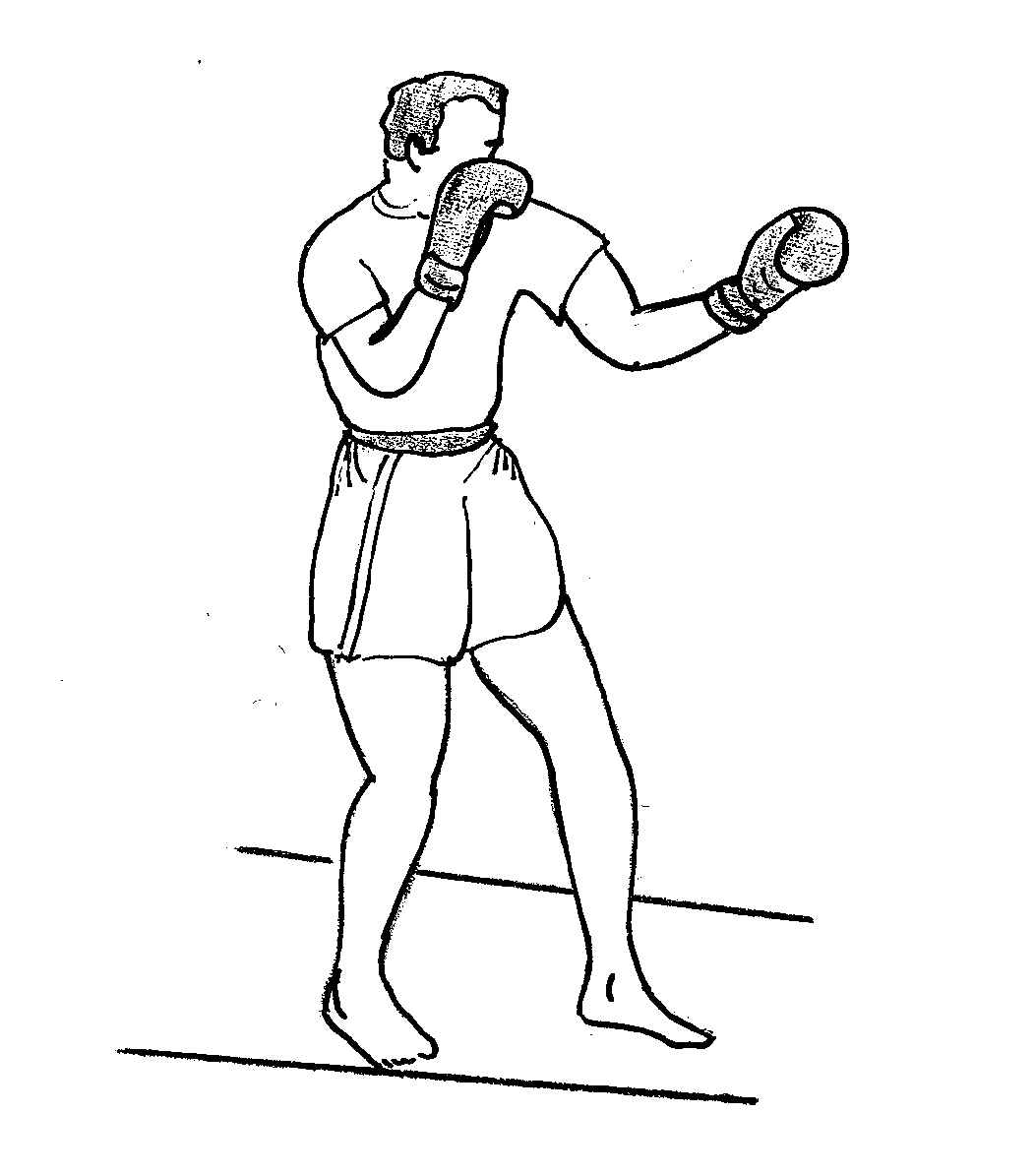
Guarda de perfil mista (braço adiantado no alto)
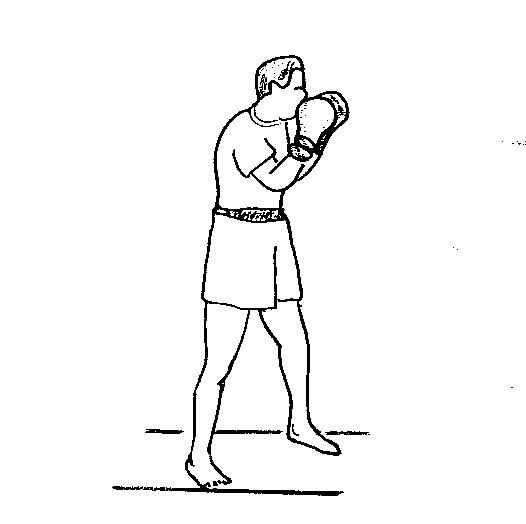
Guarda de três quartos de cara
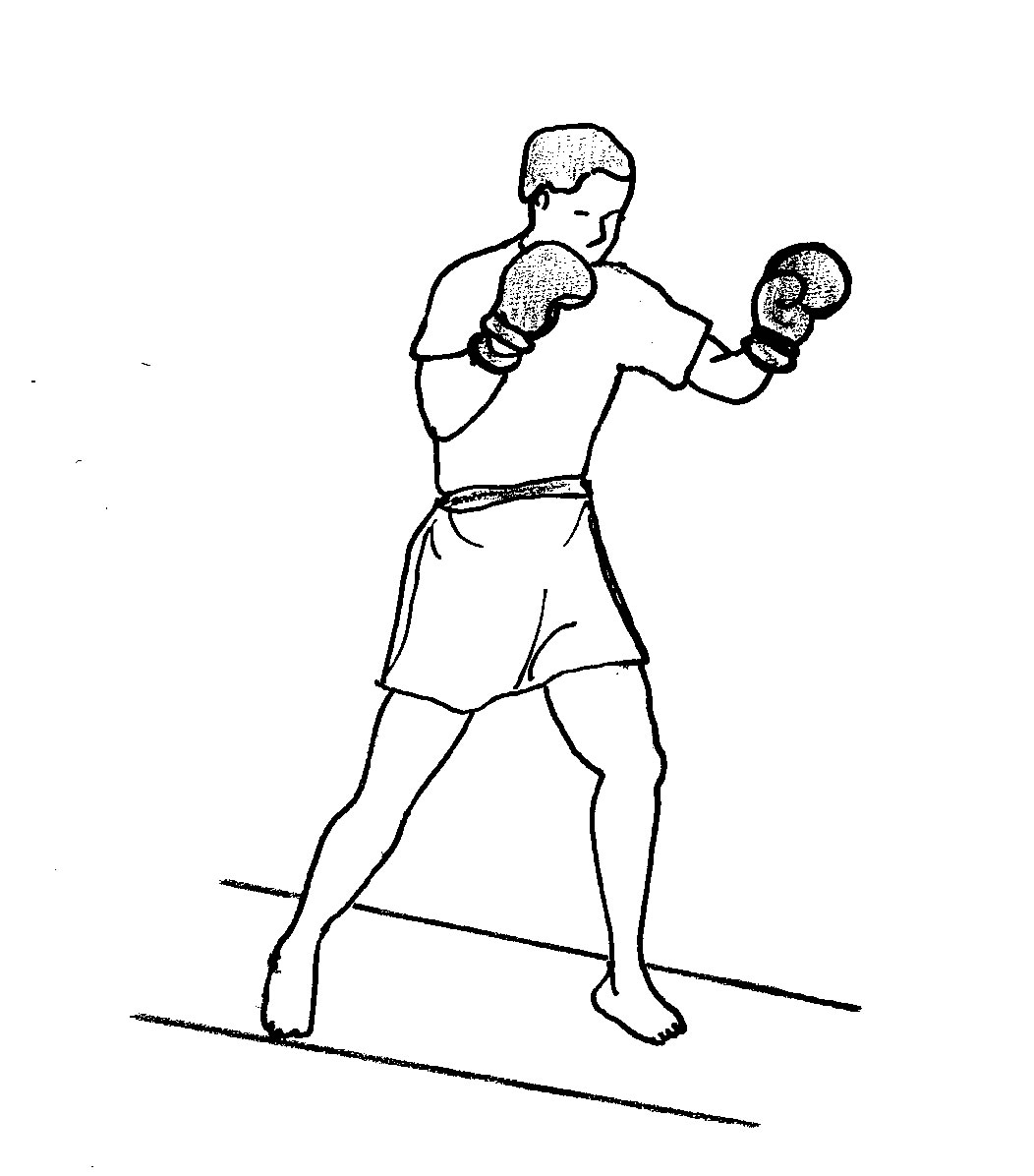
Guarda de três quartos de cara mista

Conta-se diferentes atitudes de combate em boxe: guarda de três quartos de cara, de perfil, em crouch, baixa, peso sobre perna adiantada, peso sobre perna posterior, em base muito distante, entre outras. Às vezes, a posição do corpo pode indicar as intenções de um combatente em relação a seu adversário. Exemplo: uma atitude de perfil pode ser o sinal de um trabalho de esquiva e contra-ataque do braço adiantado de modo que ofereça a chance de revidar o ataque.

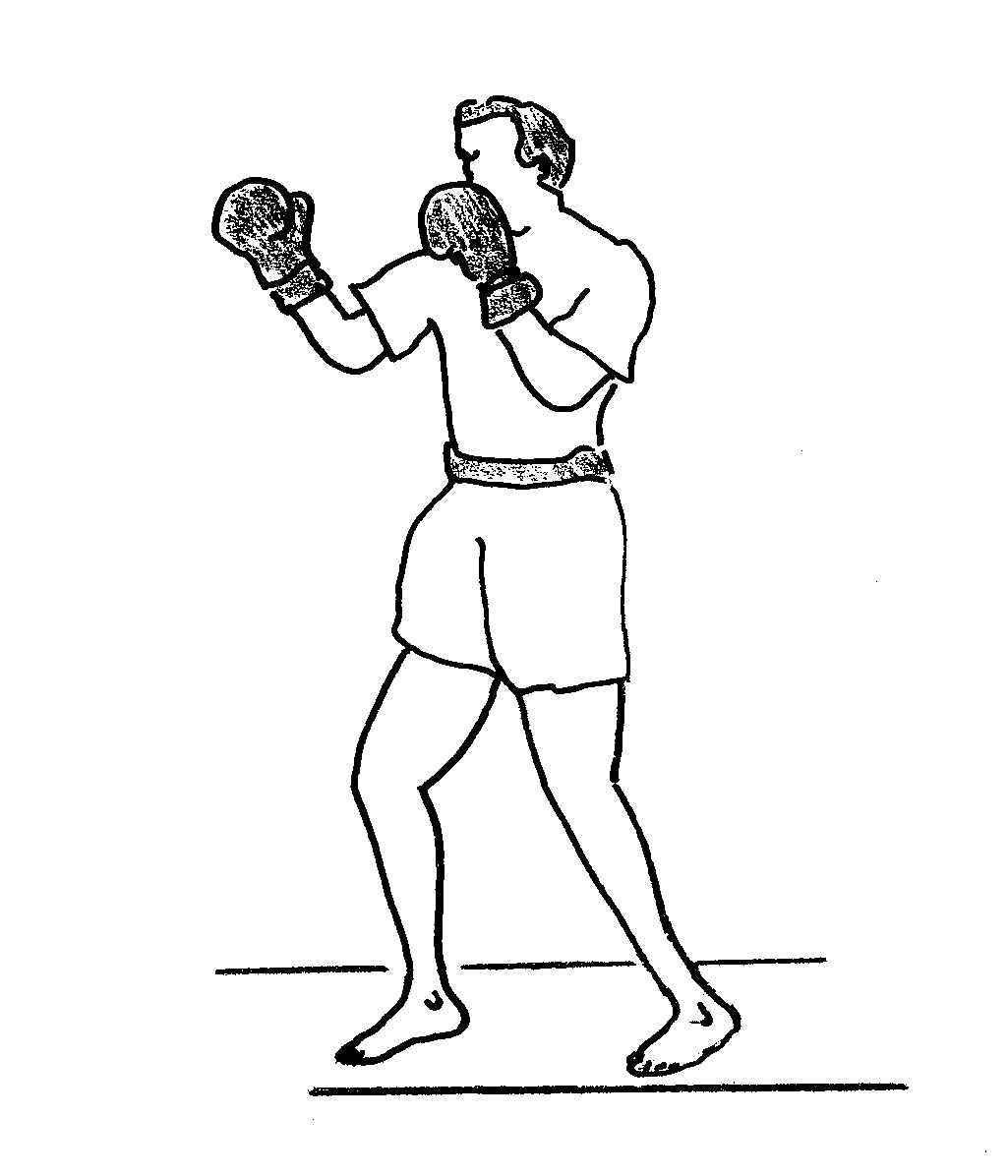
Postura reta
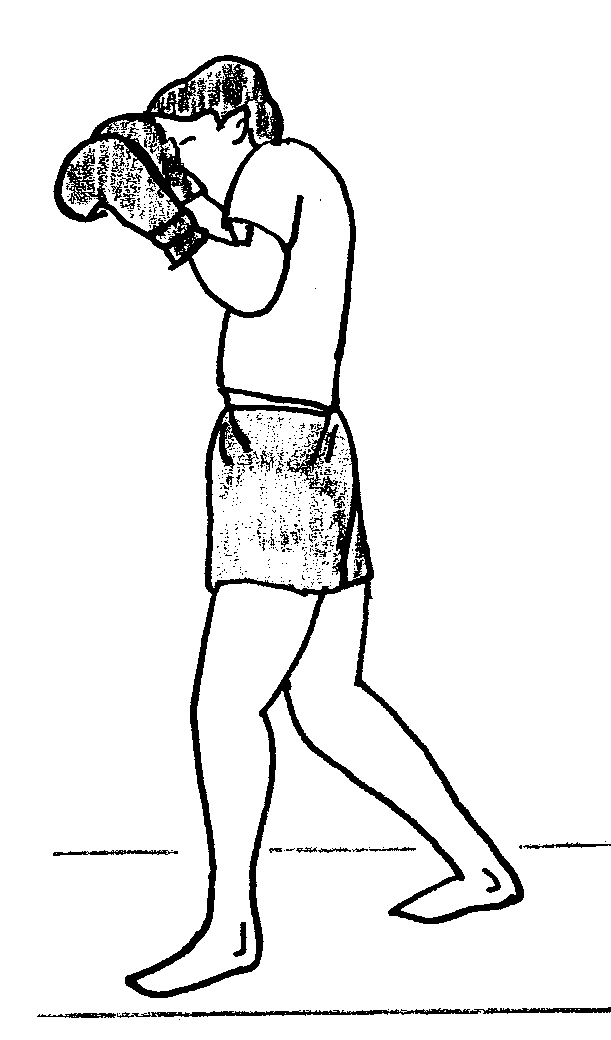
Postura semienrollada
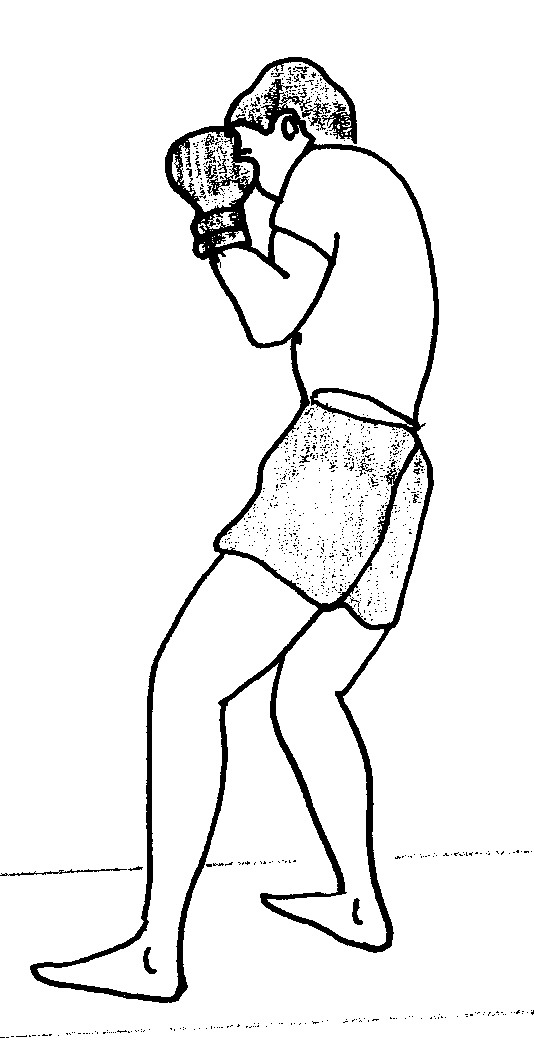
Postura de costas enrollada